# Марвел Комикс
Марвел Комикс (на английски: Marvel Comics) е популярното наименование на американската компания „Marvel Publishing“, която издава комикси и продукти, свързани с изданията им. Компанията е притежавана от „Marvel Entertainment“, която е филиал на „The Walt Disney Company.“
Марвел притежава едни от най-популярните комикс герои в целия свят, сред които Спайдърмен, Железния човек, Х-Мен, Върколака, Хълк, Фантастичната четворка, Капитан Америка, Деърдевил, Наказателя, Призрачния ездач, Доктор Стрейндж, Дедпул, Ант-мен, Тор, Пазители на галактиката и други. Повечето от героите на Марвел са част от главната Вселена на Марвел, която ги поставя в градове от истинската реалност като Ню Йорк, Лос Анджелис и Чикаго.
Клонът за издаване на комикси на компанията е основан през 1939 г. под името Таймли Комикс и е бил известен главно като Атлас Комикс (на английски: Atlas Comics) през 50-те години на 20 век. Модерното въплъщение на Марвел датира от ранните 60 години на 20 век, със създаването на „Фантастичната четворка“ и други заглавия за супергерои, създадени от Стан Лий, Джак Кърби, Стив Дитко и други известни личности. Оттогава Марвел се е превърнал в един от най-големите издатели на американски комикси, заедно с ДиСи Комикс.
На 31 декември 2009 г. „The Walt Disney Company“ купува „Marvel Entertainment“ за 4.24 милиарда долара.
От септември 2020 г. издателство „Hachette Fascicoli“ в сътрудничество с „Артлайн Студиос“ издава в България „Върховна колекция графични романи Марвел“, състояща се от графични романи, които съдържат любима на феновете или „важна“ история от комиксите на Марвел.

## История

### Таймли Комикс – 40-те години
Компанията „Марвел Комикс“ е основана под името „Таймли Комикс“ през 1939 г. от Мартин Гудман, който преди това постига голям успех като издател на научнофантастични и уестърн комикси, защото постоянно следи какво се купува най-много на пазара и издава на свой ред подобни истории. Той е вписан като редактор и мениджър на „Таймли“, а Ейбрахам Гудман се води официалният издател. Първата им публикация през 1939 г. е „Марвел Комикс“, която след първи брой променя името си на „Марвел Мистъри Комикс“ и остава с това име до брой 92 през 1949. Поради огромният успех на Супермен и другите супергерои на „ДиСи Комикс“, Гудман решава главните истроии в неговата поредица също да бъдат за подобни герои. Той наема художници от неуспялото издателство „Фънис“, сред които Карл Бъргос и Бил Евърет. Последните двама създават съответно андроида Човекът-факла, послужил за първоизточник на Джони Сторм от Фантастичната четворка, и принц Намор, Подводния, който остава като основен герой във Вселената на Марвел. През 1941, когато САЩ се включва във Втората Световна Война срещу Нацистка Германия, „Таймли“ започва да издава поредицата „Капитан Америка Комикс“, създадена от редактора Джо Саймън и художника-легенда Джак Кърби. Този комикс разказва за супервойникът Капитан Америка, който се бори срещу нацистите. Целта на този комикс е да повдигне патриотичния дух и се превръща в голям хит. „Таймли“ създава още много герои, но никой от тях не успява да стигне да успеха на гореспоменатите.

### Атлас Комикс – 50-те години
През 50-те години на 20 век интересът към супергероите спада. Таймли променят името си на „Атлас Комикс“ и се насочват към комикси за ужаси и мистерия, най-популярните от които „Странни истории“, „Пътуване из мистерията“, „Истории с напрежение“, „Истории за удивителното“ и „Изумителна фантазия“. Тъй като „Комиксовият кодекс“ от 1954 г. забранява прекалено страшни истории и чудовища всички тези поредици получават слаб интерес. Атлас издава и няколко уестърн поредици, както и момичешкия комикс „Моделът Мили“. Направени са и няколко опита да се издават нови комикси за старите супергерои, но всички те посрещат неуспех.

### Класическата Ера на Марвел – 60-те години
През 1961 г. Атлас променя името си на „Марвел Комикс“. Същата година редакторът на издателството Стан Лий, който бил и писател на основната част от поредиците, решил да опита нещо различно. Той забелязал, че компанията ДиСи Комикс се радва на големи продажби на новата им поредица „Лигата на Справедливостта“, комикс за отбор от супергерои. Стан Лий решил да опита нещо подобно за Марвел, но въвел и нещо много различно и новаторско – супергерои, които живеят и действат като истински хора. Дотогава супергероите били идеализирани и нямали проблемите на истинските хора. Тази тенденция била променена когато Стан Лий заедно с художника Джак Кърби създали комикса „Фантастичната четворка“ – история за четирима изследователи, които вследствие на облъчване с космически лъчи получават суперсили и се превръщат в супергерои. Различното било, че тези герои се сблъсквали с проблеми на истински хора: карали се помежду си, получавали обществено неодобрение и дори били гонени от дома си заради неплатени данъци. Успехът на „Фантастичната четворка“ бил толкова голям, че Марвел решили да се завърнат към супергероите. Стан Лий създал още герои в същия стил.
Следващата година всички комикси за чудовища и мистерии представили по един супергерой, създаден от Стан Лий: „Пътуване из мистерията“ – Тор, богът на гръмотевиците; „Истории за удивително“ – Ант-Мен, ученият Хенри Пим, който изобретява технология за смаляване и за комуникация с мравки; „Странни истории“ – Човекът-факла от Фантастичната четворка; „Истории с напрежение“ – Железния човек, милиардер с високотехнологична броня; а „Изумителна фантазия“ – Спайдър-Мен, ученикът, който инцидентно получава суперсили и се превръща в идола на няколко поколения. Същата година била пусната и поредицата „Невероятния Хълк“ – комикс за ядрения физик Брус Бенър, който вследствие на ядрен взрив се превръща в чудовище, но този комикс бил спрян след брой 6, тъй като издателството нямало достатъчно средства да го поддържа. „Изумителна фантазия“ също била спряна, но Спайдър-Мен се радва на такъв успех, че през 1963 г. получава нова собствена поредица, която се превръща в най-продавания комикс на Марвел. Същата година започват три нови комикса – „Отмъстителите“, който разказва за група супергерои, които обединяват силите си срещу злото, „Х-Мен“, разказващ за група млади мутанти, борещи се срещу злото и „Деърдевил“, представящ нов култов герой. Марвел върнали и два от старите си супергерои – Принц Намор и Капитан Америка. Хълк също бил върнат и по-късно получил отново собствен комикс. До края на 60-те години Марвел разширили значително дейността си и повечето им известни герои получили собствени хитови поредици.

### Нови жанрове и нови творци – 70-те години
През 1971 г. „Комиксовият кодекс", който преди това силно ограничавал допустимите теми и презентации в комиксите, претърпял значителни промени като позволил по-свободно представяне на криминални истории, в това число и корумпирани персонажи, които вършат злини зад уважавани от обществото позиции, при условие че в крайна сметка биват залавяни и наказвани. Това довело до постепенна промяна към по-тъмна атмосфера в сравнение с комиксите от 60-те години и позволило на авторите да развият по-задълбочени истории и комплексни персонажи. Образът на антигероя добил популярност, най-вече в лицето на Наказателя, дебютирал през 1974 г.
Друга забележителна промяна в кодекса била допускането на класически чудовища като вампири и върколаци, които близо две десетилетия по-рано-били недопустими. Това довело до завръщането на Марвел към ужасите и пускането на новите поредици „Гробницата на Дракула", където дебютирал и Блейд, ловецът на вампири, „Върколак през нощта", „Призрачен ездач", „Нещото човек" и още няколко краткотрайни поредици, а също така и нова поредица за Доктор Стрейндж, майстор на мистичните изкуства, която се радвала на много по-голям и продължителен успех от спряната поредица на Стан Лий. По същото време Стан Лий станал редактор на Марвел и започнал да пише все по-малко поредици в полза на нови млади писатели, първият от които бил Рой Томас още в края на 60-те години. Джак Кърби напуснал Марвел още през 1970 г. и подписал договор с ДС, които му дали огромна творческа свобода. Мястото на Кърби заели множество нови талантливи художници.
През 1971 г. поредицата „Х-Мен“ била спряна от Мартин Гудман поради слаб интерес, но тъй като последните няколко броя на Рой Томас се продали по-добре, няколко месеца по-късно продължили да я издават със стари истории на два месеца до 1975 г., когато Крис Клеърмонт възродил поредицата с нов екип от мутанти герои, сред които и Върколака, появил се година по-рано в „Невероятния Хълк“. Клеърмонт насочил сценария изцяло към истории за мутанти и проблемите покрай тях, което довело до създаването на едни от най-интерсните герои и истории на Марвел, изстрелвайки популярността на Х-Мен на челно място до края на следващото десетилетие.

## Адаптации

### Игрални филми
| Премиера            | Филм                                         | Режисьор                       | Бюджет (млн. USD) | Приходи (млн. USD) | RT  | MC |
| ------------------- | -------------------------------------------- | ------------------------------ | ----------------- | ------------------ | --- | -- |
| 1 август 1986 г.    | „Патокът Хауърд“                             | Уилард Хъйк                    | 37                | 38                 |     |    |
| 5 октомври 1989 г.  | „Наказателят“                                | Марк Голдблат                  |                   |                    | 28% |    |
| 14 декември 1990 г. | „Капитан Америка“                            | Албърт Пюн                     |                   |                    |     |    |
| 19 август 1998 г.   | „Блейд“                                      | Стивън Норингтън               | 45                | 131                | 54% | 45 |
| 22 март 2002 г.     | „Блейд 2“                                    | Гилермо дел Торо               | 50                | 155                | 57% | 52 |
| 14 февруари 2003 г. | „Дявол на доброто“                           | Марк Стивън Джонсън            | 78                | 179                | 44% | 42 |
| 20 юни 2003 г.      | „Хълк“                                       | Анг Лий                        | 137               | 245                | 61% | 54 |
| 16 април 2004 г.    | „Наказателят“                                | Джонатан Хенсли                | 33                | 55                 | 29% | 33 |
| 8 декември 2004 г.  | „Блейд: Троица“                              | Дейвид Гойър                   | 65                | 129                | 25% | 38 |
| 14 януари 2005 г.   | „Електра“                                    | Роб Боуман                     | 43                | 57                 | 10% | 34 |
| 8 юли 2005 г.       | „Фантастичната четворка“                     | Тим Стори                      | 100               | 331                | 27% | 40 |
| 15 януари 2007 г.   | „Призрачен ездач“                            | Марк Стивън Джонсън            | 110               | 229                | 26% | 35 |
| 12 юни 2007 г.      | „Фантастичната четворка и Сребърния сърфист“ | Тим Стори                      | 130               | 289                | 37% | 45 |
| 5 декември 2008 г.  | „Наказателят: Военна зона“                   | Лекси Александър               | 35                | 10                 | 27% | 30 |
| 17 февруари 2012 г. | „Призрачен ездач 2: Духът на отмъщението“    | Марк Невелдайн и Брайън Тейлър | 57                | 133                | 17% | 32 |
| 4 август 2015 г.    | „Фантастичната четворка“                     | Джош Транк                     | 120               | 168                | 9%  | 27 |

#### Х-Мен
| Премиера            | Филм                              | Режисьор       | Бюджет (млн. USD) | Приходи (млн. USD) | RT  | MC |
| ------------------- | --------------------------------- | -------------- | ----------------- | ------------------ | --- | -- |
| 13 юли 2000 г.      | „Х-Мен“                           | Брайън Сингър  | 75                | 296                | 81% | 64 |
| 20 април 2003 г.    | „Х-Мен 2“                         | Брайън Сингър  | 110               | 407                | 86% | 68 |
| 24 май 2006 г.      | „Х-Мен: Последният сблъсък“       | Брет Ратнър    | 210               | 459                | 58% | 58 |
| 29 април 2009 г.    | „Х-Мен началото: Върколак“        | Гавин Худ      | 150               | 373                | 38% | 40 |
| 1 юни 2011 г.       | „Х-Мен: Първа вълна“              | Матю Вон       | 160               | 353                | 87% | 65 |
| 24 юли 2013 г.      | „Върколакът“                      | Джеймс Манголд | 120               | 414                | 70% | 60 |
| 20 май 2014 г.      | „Х-Мен: Дни на отминалото бъдеще“ | Брайън Сингър  | 200               | 747                | 91% | 74 |
| 12 февруари 2016 г. | „Дедпул“                          | Тим Милър      | 58                | 783                | 84% | 65 |
| 27 май 2016 г.      | „Х-Мен: Апокалипсис“              | Брайън Сингър  | 178               | 543                | 48% | 52 |
| 3 март 2017 г.      | „Логан: Върколакът“               | Джеймс Манголд | 97                | 619                | 93% | 66 |

#### Спайдър-Мен (2002 – 2014)
| Премиера         | Филм                         | Режисьор  | Бюджет (млн. USD) | Приходи (млн. USD) | RT  | MC |
| ---------------- | ---------------------------- | --------- | ----------------- | ------------------ | --- | -- |
| 30 април 2002 г. | „Спайдър-Мен“                | Сам Рейми | 140               | 822                | 89% | 73 |
| 25 юни 2004 г.   | „Спайдър-Мен 2“              | Сам Рейми | 200               | 784                | 93% | 83 |
| 16 април 2007 г. | „Спайдър-Мен 3“              | Сам Рейми | 258               | 891                | 63% | 59 |
| 30 юни 2012 г.   | „Невероятният Спайдър-Мен“   | Марк Уеб  | 230               | 758                | 73% | 66 |
| 10 април 2014 г. | „Невероятният Спайдър-Мен 2“ | Марк Уеб  | 255               | 709                | 53% | 53 |

#### Киновселената на Марвел
| Премиера            | Филм                                                | Режисьор              | Бюджет (млн. USD) | Приходи (млн. USD) | RT  | MC |
| 14 април 2008 г.    | „Железният човек“                                   | Джон Фавро            | 140               | 585                | 94% | 79 |
| 6 юни 2008 г.       | „Невероятният Хълк“                                 | Луи Летерие           | 150               | 263                | 67% | 61 |
| 26 април 2010 г.    | „Железният човек 2“                                 | Джон Фавро            | 200               | 624                | 72% | 57 |
| 21 април 2011 г.    | „Тор: Богът на гръмотевиците“                       | Кенет Брана           | 150               | 449                | 77% | 57 |
| 19 юли 2011 г.      | „Капитан Америка: Първият отмъстител“               | Джо Джонстън          | 140               | 371                | 80% | 66 |
| 11 април 2012 г.    | „Отмъстителите“                                     | Джос Уидън            | 220               | 1,519              | 92% | 69 |
| 18 април 2013 г.    | „Железният човек 3“                                 | Шейн Блек             | 200               | 1,215              | 79% | 62 |
| 30 октомври 2013 г. | „Тор: Светът на мрака“                              | Алън Тейлър           | 170               | 645                | 66% | 54 |
| 13 март 2014 г.     | „Капитан Америка: Завръщането на първия отмъстител“ | Антъни и Джо Русо     | 170               | 714                | 89% | 70 |
| 31 юли 2014 г.      | „Пазители на Галактиката“                           | Джеймс Гън            | 170               | 774                | 91% | 76 |
| 1 май 2015 г.       | „Отмъстителите: Ерата на Ултрон“                    | Джос Уидън            | 250               | 1,405              | 75% | 66 |
| 17 юли 2015 г.      | „Ант-Мен“                                           | Пейтън Рийд           | 130               | 519                | 80% | 64 |
| 6 май 2016 г.       | „Капитан Америка: Войната на героите“               | Антъни и Джо Русо     | 250               | 1,153              | 90% | 75 |
| 4 ноември 2016 г.   | „Доктор Стрейндж“                                   | Скот Дериксън         | 165               | 677,7              | 90% | 72 |
| 5 май 2017 г.       | „Пазителите на Галактиката: Втора част“             | Джеймс Гън            | 200               | 863,8              | 81% | 67 |
| 7 юли 2017 г.       | „Спайдър-Мен: Завръщане у дома“                     | Джон Уотс             | 175               | 880,2              | 92% | 73 |
| 3 ноември 2017 г.   | „Тор: Рагнарок“                                     | Тайка Уайтити         | 180               | 854                | 92% | 74 |
| 16 февруари 2018 г. | „Черната пантера“                                   | Райън Куглър          | 200               | 1,344              | 97% | 88 |
| 4 май 2018 г.       | „Отмъстителите: Война на безкрая“                   | Антъни и Джо Русо     | 320               | 2,048              | 85% | 68 |
| 6 юли 2018 г.       | „Ант-Мен и Осата“                                   | Пейтън Рийд           | 160               | 622,7              | 88% | 70 |
| 27 февруари 2019 г. | „Капитан Марвел“                                    | Ана Бодън и Раян Флек | 152 – 175         | 1,110              | 78% | 64 |
| 26 април 2019 г.    | „Отмъстителите: Краят“                              | Антъни и Джо Русо     | 355               | 1,224              | 97% | 78 |
| 5 юли 2019 г.       | „Спайдър-Мен: Далеч от дома“                        | Джон Уатс             |                   |                    |     |    |
| 2021 г.             | Черната вдовица                                     | Кейт Шортленд         |                   |                    |     |    |
| 2021                | Вечните                                             | Клоуи Жао             |                   |                    |     |    |
| 2022                | Доктор Стрейндж 2                                   | Скот Дериксън         |                   |                    |     |    |
|                     | Черната пантера 2                                   | Раян Куглър           |                   |                    |     |    |
|                     | Пазителите на галактиката: Трета част               | Джеймс Гън            |                   |                    |     |    |
| 2021                | Шанг-Чи                                             | Дестин Даниел Кретън  |                   |                    |     |    |

### Игрални сериали
| Излъчван    | Сериал                   | Епизоди |
| ----------- | ------------------------ | ------- |
| 1974 – 1977 | „Spidey Super Stories“   | 29      |
| 1977 – 1979 | „The Amazing Spider-Man“ | 13      |
| 1977 – 1982 | „The Incredible Hulk“    | 82      |
| 1978 – 1979 | „Spider-Man“             | 41      |
| 1997 – 1999 | „Night Man“              | 44      |
| 2001 – 2004 | „Mutant X“               | 66      |
| 2006        | „Блейд: Сериалът“        | 13      |
| 2015 – 2016 | „Агент Картър“           | 18      |
| от 2013     | „Агентите на ЩИТ“        |         |
| от 2015     | „Powers“                 |         |
| от 2015     | „Деърдевил“              |         |
| от 2015     | „Джесика Джоунс“         |         |
| от 2016     | „Люк Кейдж“              |         |
| от 2017     | „Железният Юмрук“        |         |
| от 2017     | „Защитниците“            |         |